# Aouf (distrito)
Aouf é um distrito localizado na província de Mascara, Argélia, e cuja capital é a cidade de mesmo nome, Aouf. A população total do distrito era de 17 087 habitantes, em 2008.[carece de fontes?]

## Comunas
O distrito é composto por três comunas:
- Aouf
- Gharrous
- Beniane